# Nicolas Lapierre
Nicolas Lapierre (Thonon-les-Bains, Francia; 2 de abril de 1984) es un piloto francés de automovilismo de velocidad que se ha destacado en resistencia. Obtuvo triunfos en las 12 Horas de Sebring de 2011 y varias fechas del Campeonato Mundial de Resistencia de la FIA.

## Karting y monoplazas (1993-2007)
Debutó en el karting en 1993. En 1999 ascendió a la Fórmula Renault francesa, donde se mantiene hasta 2002. Durante ese tiempo, también se presentó en la Fórmula 3 Francesa y la Fórmula Renault 2000 europea. En 2003 participa en la Fórmula 3 Euroseries con el equipo Signature, terminando 11.º. Este mismo año logró hacerse con la victoria en el Gran Premio de Macao. Al año siguiente vuelve a la Fórmula 3 Euroseries pero esta vez logró tres victorias que lo dejaron en el tercer puesto del campeonato, además de correr dos etapas de la Fórmula 3 Británica.
Lapierre ingresa en 2005 a la GP2 Series con el equipo Arden International, terminando en el 11.º puesto al final del campeonato. Más tarde, participó como piloto del equipo francés de la A1 Grand Prix, ganando seis carreras y contribuyendo junto a Alexandre Prémat a que Francia consiguiera el campeonato 2006/07. En la temporada 2006 de la GP2, repitió en el equipo Arden. Un accidente en Mónaco lo dejó fuera de la competencia por 4 carreras. Al culminar la temporada terminó noveno, tras obtener tres podios y un total de 32 puntos. También en 2006, disputó las primeras cinco fechas del A1 Grand Prix 2006/07, donde obtuvo cuatro podios.
En la temporada 2007 de GP2 Series corrió para la escudería francesa DAMS junto con el japonés Kazuki Nakajima, donde resultó 12.º con dos triunfos. Ese año también compitió en una fecha del A1 Grand Prix, tras lo cual dejó de competir en monoplazas.

## Resistencia: Oreca (2007-2014)
El equipo francés Oreca fichó a Lapierre en 2007 para que el piloto disputara por primera vez las 24 Horas de Le Mans. Junto con Soheil Ayari y Stéphane Ortelli, llegaron 16.º absolutos en un Saleen S7 de la clase GT1, 25 vueltas detrás del ganador de la clase.
En 2008, Lapierre participó en las cinco fechas de la Le Mans Series para Oreca en un Courage de la clase LMP1, acompañando a Olivier Panis. El único arribo en puestos de vanguardia fue en los 1000 km de Spa-Francorchamps, donde llegó tercero absoluto detrás de un Peugeot y un Audi oficiales.
Lapierre y Panis corrieron cuatro fechas de la Le Mans Series en 2009 para Oreca. Ganaron en los 1000 km de Silverstone y llegaron cuartos en Spa y Algarve. De esta manera, quedaron sextos en el campeonato de pilotos de LMP1, detrás de los tres de Aston Martin y los dos de Pescarolo. El mismo año, llegaron quintos en las 24 Horas de Le Mans y Petit Le Mans, teniendo como tercer piloto a Ayari en la carrera francesa y a Romain Dumas en la estadounidense. Asimismo, Lapierre y Loïc Duval llegaron segundos y terceros en las dos mangas de 1000 km de Okayama, la prueba de la Asian Le Mans Series.
El francés fue variando de compañeros de butaca a lo largo de 2010, siempre para Oreca pero ahora en un Peugeot 908 HDI FAP de la clase LMP1. En la Le Mans Series, ganó la fecha de Algarve, llegó segundo en Silverstone, cuarto en Paul Ricard, y retrasado y retirado en las otras dos carreras, con lo cual Oreca ganó el campeonato de equipos. También debió desertar en las 24 Horas de Le Mans.
En 2011, Oreca dejó la Le Mans Series y disputó cuatro fechas de la Copa Intercontinental Le Mans con el Peugeot 908 HDI FAP. Junto con Duval y Panis, Lapierre ganó las 12 Horas de Sebring, llegó segundo en Petit Le Mans, quinto en las 24 Horas de Le Mans y décimo en Spa-Francorchamps. De esta manera, llevó a Oreca al cuarto lugar en el campeonato de equipos de LMP1 y a Peugeot al primer lugar en el de constructores.
Toyota fichó a Lapierre para disputar el renombrado Campeonato Mundial de Resistencia 2012, debido a la relación de ambos con Oreca. Obtuvo tres victorias y un segundo puesto junto a Alexander Wurz, por lo que resultó sexto en el campeonato de pilotos de la clase LMP1, por detrás de los de Audi.
El francés logró en 2013 la victoria en Fuji con Toyota, el segundo puesto en Shanghái, y el cuarto en Le Mans y en Silverstone. Así, quedó décimo en el campeonato de pilotos de LMP1 junto a su compañero de butaca Wurz. Por otra parte, disputó las 24 Horas de Spa con un Porsche 911 de Pro GT junto a los pilotos oficiales Jörg Bergmeister y Timo Bernhard.
En 2014, Lapierre disputó las primeras cuatro carreras del Campeonato Mundial de Resistencia para Toyota con Sébastien Buemi y Anthony Davidson, logrando dos victorias y dos podios. Debido a problemas de salud en su familia, el piloto se ausentó en las últimas fechas.

## Resistencia: LMP2 (2015-presente)
El francés se convirtió en piloto de reserva de Toyota en 2015. En tanto, disputó dos fechas del Campeonato Mundial de Resistencia con un Oreca-Nissan LMP2 del equipo KCMG, logrando el tercer puesto de clase en Spa-Francorchamps, la victoria de clase en las 24 Horas de Le Mans, y el segundo puesto en Austin. A continuación, disputó las últimas fechas del Campeonato Mundial de Turismos con el equipo oficial Lada.
En 2016, Lapierre compitió regularmente en el Campeonato Mundial de Resistencia con un Alpine-Nissan de Signatech en la división LMP2. Formando equipo con Gustavo Menezes y Stéphane Richelmi, el francés obtuvo cuatro triunfos, siete podios y dos cuartos puestos, para consagrarse campeones de pilotos en dicha clase. También, Lapierre integró el equipo Dragonspeed, pilotando un Oreca-Nissan, para disputar las 12 Horas de Sebring, fecha válida por la IMSA SportsCar Championship, donde resultó cuarto en la general, y la European Le Mans Series, en la que logró un triunfo y cuatro podios, para terminar octavo en el campeonato.
Comenzó el 2017 disputando las 24 Horas de Daytona junto a Duval, Hanley y Hedman con el equipo DragonSpeed teniendo muchos problemas con el auto desde la clasificación. También disputó la temporada de la European Le Mans Series con el mismo equipo y o través con Hedman y Hanley acabando en el puesto 11 del campeonato. Su programa principal fue el Campeonato Mundial de Resistencia en donde el plan en un comienzo era defender con el equipo Signatech Alpine el campeonato logrado del año pasado, pero Toyota lo contrató para disputar las rondas de Spa y Le Mans en donde su mejor resultado fue quinto en Spa; al volver a LMP2 logró 5 podios seguidos junto a Menezes y Negrao.

## Resultados

### GP2 Series
(Clave) (negrita indica pole position) (cursiva indica vuelta rápida puntuable)

| Año  | Escudería           | 1   | 1   | 2   | 2   | 3   | 3   | 4   | 4   | 5   | 5   | 6   | 6   | 7   | 7   | 8   | 8   | 9   | 9   | 10  | 10  | 11  | 11  | 12  | 12  | Pos. | Puntos | Ref.  |
| ---- | ------------------- | --- | --- | --- | --- | --- | --- | --- | --- | --- | --- | --- | --- | --- | --- | --- | --- | --- | --- | --- | --- | --- | --- | --- | --- | ---- | ------ | ----- |
| 2005 | Arden International | IMO | IMO | BAR | BAR | MON | MON | NÜR | NÜR | MAG | MAG | SIL | SIL | HOC | HOC | BUD | BUD | EST | EST | MNZ | MNZ | SPA | SPA | SAK | SAK | 12.º | 21     | [ 1 ] |
| 2005 | Arden International | DNS | Ret | 11  | 9   | Ret | Ret | 12  | Ret | 3   | 5   | 10  | Ret | 9   | 7   | 12  | 6   | Ret | 13  | 4   | Ret | Ret | 23† | 6   | 20  | 12.º | 21     | [ 1 ] |
| 2006 | Arden International | VAL | VAL | IMO | IMO | NÜR | NÜR | BAR | BAR | MON | MON | SIL | SIL | MAG | MAG | HOC | HOC | BUD | BUD | EST | EST | MNZ | MNZ |     |     | 9.º  | 32     | [ 2 ] |
| 2006 | Arden International | 4   | 3   | 3   | 7   | 5   | 2   | Ret | Ret | Ret | Ret |     |     |     |     | 20  | 7   | Ret | Ret | 14  | 6   | 6   | 4   |     |     | 9.º  | 32     | [ 2 ] |
| 2007 | DAMS                | SAK | SAK | BAR | BAR | MON | MON | MAG | MAG | SIL | SIL | NÜR | NÜR | BUD | BUD | EST | EST | MNZ | MNZ | SPA | SPA | VAL | VAL |     |     | 12.º | 23     | [ 3 ] |
| 2007 | DAMS                | 7   | 1   | Ret | DNS | Ret | Ret | 8   | Ret | Ret | DNS | 9   | Ret | Ret | 14  | 15  | Ret | 10  | 17† | 1   | 21  | Ret | 21  |     |     | 12.º | 23     | [ 3 ] |

### Campeonato Mundial de Resistencia de la FIA
(Clave) (negrita indica pole position) (cursiva indica vuelta rápida)

| Año     | Escudería               | Clase | Automóvil           | 1   | 2   | 3   | 4   | 5   | 6   | 7   | 8   | 9   | Pos. | Puntos | Ref.   |
| ------- | ----------------------- | ----- | ------------------- | --- | --- | --- | --- | --- | --- | --- | --- | --- | ---- | ------ | ------ |
| 2012    | Toyota Racing           | LMP1  | Toyota TS030 Hybrid | SEB | SPA | LMS | SIL | SÃO | BHR | FUJ | SHA |     | 3.º  | 96     | [ 4 ]  |
| 2012    | Toyota Racing           | LMP1  | Toyota TS030 Hybrid |     |     | Ret | 2   | 1   | Ret | 1   | 1   |     | 3.º  | 96     | [ 4 ]  |
| 2013    | Toyota Racing           | LMP1  | Toyota TS030 Hybrid | SIL | SPA | LMS | SÃO | COA | FUJ | SHA | BHR |     | 4.º  | 69.5   | [ 5 ]  |
| 2013    | Toyota Racing           | LMP1  | Toyota TS030 Hybrid | 4   | Ret | 4   |     |     | 1   | 2   | Ret |     | 4.º  | 69.5   | [ 5 ]  |
| 2014    | Toyota Racing           | LMP1  | Toyota TS040 Hybrid | SIL | SPA | LMS | COA | FUJ | SHA | BHR | SÃO |     | 6.º  | 96     | [ 6 ]  |
| 2014    | Toyota Racing           | LMP1  | Toyota TS040 Hybrid | 1   | 1   | 3   | 3   |     |     |     |     |     | 6.º  | 96     | [ 6 ]  |
| 2015    | KCMG                    | LMP2  | Oreca 05-Nissan     | SIL | SPA | LMS | NÜR | COA | FUJ | SHA | BHR |     | 5.º  | 84     | [ 7 ]  |
| 2015    | KCMG                    | LMP2  | Oreca 05-Nissan     |     | 3   | 1   |     | 2   |     |     |     |     | 5.º  | 84     | [ 7 ]  |
| 2016    | Signatech-Alpine        | LMP2  | Alpine A460-Nissan  | SIL | SPA | LMS | NÜR | MEX | COA | FUJ | SHA | BHR | 9.º  | 47     | [ 8 ]  |
| 2016    | Signatech-Alpine        | LMP2  | Alpine A460-Nissan  | 8   | 7   | 5   | 8   | 7   | 8   | 9   | 11  | 11  | 9.º  | 47     | [ 8 ]  |
| 2017    |                         |       |                     | SIL | SPA | LMS | NÜR | MEX | COA | FUJ | SHA | BHR |      |        |        |
| 2017    | Signatech Alpine Matmut | LMP2  | Alpine A470-Gibson  | 4   |     |     | 3   | 2   | 1   | 2   | 2   | 4   | 6.º  | 121    | [ 9 ]  |
| 2017    | Toyota Gazoo Racing     | LMP1  | Toyota TS050 Hybrid |     | 5   | Ret |     |     |     |     |     |     | 12.º | 60     | [ 10 ] |
| 2018-19 | Signatech Alpine Matmut | LMP2  | Alpine A470-Gibson  | SPA | LMS | SIL | FUJ | SHA | SEB | SPA | LMS |     | 1.º  | 181    | [ 11 ] |
| 2018-19 | Signatech Alpine Matmut | LMP2  | Alpine A470-Gibson  | 2   | 1   | 3   | 3   | 3   | 2   | 2   | 1   |     | 1.º  | 181    | [ 11 ] |
| 2019-20 | Cool Racing             | LMP2  | Oreca 07-Gibson     | SIL | FUJ | SHA | BHR | COA | SPA | LMS | BHR |     | 9.º  | 103    | [ 12 ] |
| 2019-20 | Cool Racing             | LMP2  | Oreca 07-Gibson     | 1   | 5   | Ret | 6   | 4   | 2   | 4   |     |     | 9.º  | 103    | [ 12 ] |

### 24 Horas de Le Mans
| Año     | Equipo                  | Copilotos                         | Automóvil           | Clase    | Vueltas | Pos. | Pos. Clase |
| ------- | ----------------------- | --------------------------------- | ------------------- | -------- | ------- | ---- | ---------- |
| 2007    | Team Oreca              | Stéphane Ortelli Soheil Ayari     | Saleen S7-R         | GT1      | 318     | 16.º | 9.º        |
| 2009    | Team Oreca-Matmut AIM   | Olivier Panis Soheil Ayari        | Oreca 01-AIM        | LMP1     | 370     | 5.º  | 5.º        |
| 2010    | Team Oreca-Matmut       | Olivier Panis Loïc Duval          | Peugeot 908 HDi FAP | LMP1     | 373     | DNF  | DNF        |
| 2011    | Team Oreca-Matmut       | Olivier Panis Loïc Duval          | Peugeot 908 HDi FAP | LMP1     | 339     | 5.º  | 5.º        |
| 2012    | Toyota Racing           | Alexander Wurz Kazuki Nakajima    | Toyota TS030 Hybrid | LMP1     | 134     | DNF  | DNF        |
| 2013    | Toyota Racing           | Alexander Wurz Kazuki Nakajima    | Toyota TS030 Hybrid | LMP1     | 341     | 4.º  | 4.º        |
| 2014    | Toyota Racing           | Anthony Davidson Sébastien Buemi  | Toyota TS040 Hybrid | LMP1-H   | 374     | 3.º  | 3.º        |
| 2015    | KCMG                    | Matthew Howson Richard Bradley    | Oreca 05-Nissan     | LMP2     | 358     | 9.º  | 1.º        |
| 2016    | Signatech Alpine        | Gustavo Menezes Stéphane Richelmi | Alpine A460-Nissan  | LMP2     | 357     | 5.º  | 1.º        |
| 2017    | Toyota Gazoo Racing     | José María López Yuji Kunimoto    | Toyota TS050 Hybrid | LMP1     | 160     | DNF  | DNF        |
| 2018    | Signatech Alpine Matmut | André Negrão Pierre Thiriet       | Alpine A470-Gibson  | LMP2     | 367     | 5.º  | 1.º        |
| 2019    | Signatech Alpine Matmut | André Negrão Pierre Thiriet       | Alpine A470-Gibson  | LMP2     | 368     | 6.º  | 1.º        |
| 2020    | Cool Racing             | Antonin Borga Alexandre Coigny    | Oreca 07-Gibson     | LMP2     | 365     | 11.º | 7.º        |
| 2021    | Alpine Elf Matmut       | André Negrão Matthieu Vaxivière   | Alpine A480-Gibson  | Hypercar | 367     | 3.º  | 3.º        |
| 2022    | Alpine Elf Team         | André Negrão Matthieu Vaxivière   | Alpine A480-Gibson  | Hypercar | 362     | 23.º | 5.º        |
| 2023    | Cool Racing             | Alexandre Coigny Malthe Jakobsen  | Oreca 07-Gibson     | LMP2     | 317     | 23.º | 12.º       |
| Fuente: |                         |                                   |                     |          |         |      |            |